# ريان كيتو
ريان كيتو (بالإنجليزية: Ryan Kitto)‏ (9 أغسطس 1994 بأديلايد في أستراليا - ) هو لاعب كرة قدم أسترالي في مركز الوسط. شارك مع منتخب أستراليا الوطني لكرة القدم تحت 23 سنة. أما مع النوادي، فقد لعب مع أدلايد غالاكسي.

## روابط خارجية
- ريان كيتو على موقع قاعدة بيانات كرة القدم.إي يو (الإنجليزية)
- ريان كيتو على موقع Soccerway.com (الإنجليزية)
- ريان كيتو على موقع عالم كرة القدم.نت (الإنجليزية)